# Marianna Madia
Marianna Madia (Roma, 5 de septiembre de 1980) es una política italiana y uno de los exponentes del Partido Democrático (PD). Desde 21 de febrero de 2014 es Ministra de Administración Pública y Simplificación en el Gobierno de Matteo Renzi.

## Biografía
Nació en Roma en 1980. Su familia es de Calabria. Su bisabuelo, Titta Madia, fue un abogado, periodista y diputado en la década de 1950.
Estudió en el Lycée français Chateaubriand en Roma. Estudió también Ciencias Políticas y en el Instituto de Estudios Avanzados para las IMT de Lucca.
En junio de 2013 se casó con Mario Gianani, un productor de televisión y cine.

## Carrera política
- Diputada de 2008 a 2013[2]
- Diputada desde 2013 (actualmente)
- Miembro de la Comisión Trabajo público y privado